# San Marco in Boccalama
San Marco in Boccalama era un'isola, oggi sommersa, nella parte centro meridionale della laguna di Venezia. Essa era ubicata tra l'ex batteria Campana o Podo, Sant'Angelo della Polvere e le motte di Volpego. Il nome fa riferimento al fatto che l'isola, su cui sorgeva una chiesa di San Marco, si trovava alla foce del Lama, un antico ramo del Brenta.

## Storia
Un primo oratorium di San Marco de Lama sarebbe già presente, secondo vecchie cronache non documentabili, nel 1013. Molti ricercatori sono concordi sulla presenza di un monastero in epoca precedente il XIV secolo. Un documento che fornisce importanti notizie è quello del 1328, quando Nicolò, un priore dei canonici regolari o agostiniani, avviò il restauro della foresteria e di una cavana messe a disposizione dei marinai e viandanti che transitavano lungo la vicina rotta fluviale (concessione del Maggior Consiglio del 28 luglio 1328). È probabile che i relitti ritrovati in seguito, riutilizzati come grandi casseforme edili, siano legati a queste attività di rinnovamento dell'isola. Pochi anni dopo la subsidenza e l'erosione resero comunque inabitabili gli ambienti del monastero. Nel 1348, infatti, l'isola venne utilizzata come fossa comune per i morti della grande epidemia di peste scoppiata in quell'anno; in seguito le fonti storiche si fermano intorno al Cinquecento, epoca a cui viene fatta risalire la sommersione definitiva dell'isolotto.

## Rinvenimenti
Nell'isola, oggi sommersa, è stata fatta un'importante scoperta: si tratta di due relitti navali, individuati dall'archeologo subacqueo Marco D'Agostino e dal sommozzatore Eros Turchetto nella seconda metà degli anni novanta del secolo scorso, a seguito di attività di monitoraggio avviate dal Magistrato alle acque di Venezia tramite il concessionario Consorzio Venezia Nuova. Le due navi furono identificate in seguito come una rascona (imbarcazione a fondo piatto da trasporto) e una galea, il primo ed unico esemplare finora individuato di questa importante tipologia navale. Lo scafo è stato datato, grazie al contesto ed al C14, ad epoca tardomedievale.
Lo scavo e il rilievo fotogrammetrico (fotogrammetria) e 3D laser scanner di queste importanti testimonianze di archeologia navale medievale sono stati avviati nel 2001, attraverso due complesse fasi esecutive. Lo scavo stratigrafico dei relitti è stato infatti eseguito totalmente sott'acqua, secondo le classiche metodologie archeologiche. Il rilievo dei due scafi è stato invece realizzato dopo la messa in asciutto dell'intero perimetro medievale dell'isola sommersa. Operazione, questa, avvenuta attraverso l'infissione di una barriera continua, costituita da palancole, e l'utilizzo di potenti pompe idrovore. Questa lunga campagna di scavo e documentazione è stata finanziata dal Magistrato alle acque-Consorzio Venezia Nuova e dal Consorzio Venezia Ricerche, sotto la direzione istituzionale di Luigi Fozzati, funzionario archeologo della Soprintendenza per i Beni archeologici del Veneto-NAUSICAA. I lavori sul campo sono stati eseguiti dalla società Idra-Lavori Subacquei di Venezia e diretti dallo stesso Marco D'Agostino, coadiuvato, come vice-direttore, dal collega Stefano Medas. Il gruppo si è avvalso, per lo studio della galea, del contributo dello storico navale Mauro Bondioli e, per la rascona, dell'arch. Ugo Pizzarello.

## Riferimenti culturali
L'isola ed i relitti ivi individuati sono anche protagonisti del romanzo breve di Valerio Massimo Manfredi, intitolato L'isola dei morti e pubblicato per la prima volta nel 2002.